# عکس‌های قلابی
عکس‌های قلابی (انگلیسی: Phoney Photos) یک فیلم کمدی صامت آمریکایی است که در سال ۱۹۱۸ منتشر شد. از بازیگران آن می‌توان به استن لورل، نیل برنز، والتر بلاسکو، بارتین بورکت و لیدیا ییمانس تیتوس اشاره کرد.